# Auxiliares Parroquiales de Cristo Sacerdote
Auxiliares Parroquiales de Cristo Sacerdote es una congregación religiosa católica femenina de vida apostólica y de derecho pontificio, fundada por el sacerdote diocesano español José Pío Gurruchaga castuariense, en 1916, en Irún (España). A las religiosas de este instituto se las conoce como auxiliares parroquiales y posponen a sus nombres las siglas A.P.C.S.

## Historia
La congregación fue fundada por el sacerdote diocesano José Pío Gurruchaga castuariense, en el marco de su la labor pastora en la parroquia de Irún, Guipúzcoa (España). Con la ayuda de Clementina Uría y María Echepare dio inicio a las Hijas de Unión de la Apostólica en 1916. Ese mismo año las jóvenes profesaron votos privados sin vivir en comunidad. Fue hasta 1926, cuando recibieron la aprobación del obispo de Vitoria, Zacarías Martínez Núñez, de poder vivir en comunidad; y en 1929, Mateo Múgica Urrestaruzu, su sucesor, las aprobó como congregación de derecho dicoesano. Con el incremento de las vocaciones, muchos párrocos pidieron la ayuda de las auxiliares, expandiéndose poco a poco por toda la diócesis. Con la aprobación canónica de 1968 cambiaron sus nombres por Auxiliares Parroquiales de Cristo Sacerdote.

## Organización
La Congregación de Auxiliares Parroquiales de Cristo Sacerdote es un instituto religioso de derecho pontificio centralizado, cuyo gobierno recae en la superiora general, a la que los miembros del instituto llaman Madre general. A ella, le coadyuva su consejo, elegido para un periodo de seis años. Administrativamente, el instituto se divide en provincias, cada una gobernada por su superiora provincial y su consejo. La sede central se encuentra en Palencia.
Las auxiliares parroquiales se dedican a las actividades pastorales parroquiales, en el campo de la educación, catequesis, formación de grupos y comités, en ayuda de los sacerdotes. Su espiritualidad se basa en el culto al Sagrado Corazón de Jesús y su hábito es de color azul oscuro, compuesto por una túnica y un velo. En 2015 eran unas 112 religiosas distribuidas en 21 comunidades, presentes en Argentina, España, Italia y México.